# Discografia di M.I.A.
La discografia di M.I.A., rapper e cantante britannica, comprende sei album in studio, tre mixtape, due EP e 39 singoli, di cui otto in collaborazione con altri artisti.

## Album

### Album in studio
| Anno | Titolo | Posizione massima | Posizione massima | Posizione massima | Posizione massima | Posizione massima | Posizione massima | Posizione massima | Posizione massima | Posizione massima | Posizione massima | Certificazioni                          |
| Anno | Titolo | UK                | AUS               | CAN               | FRA               | GER               | IRE               | NLD               | NZ                | SWI               | US                | Certificazioni                          |
| ---- | --- | ----------------- | ----------------- | ----------------- | ----------------- | ----------------- | ----------------- | ----------------- | ----------------- | ----------------- | ----------------- | --------------------------------------- |
| 2005 | Arular - Pubblicato: 22 marzo 2005 - Etichetta: XL Recordings, Interscope Records - Formati: CD, LP, download digitale                    | 98                | —                 | —                 | 71                | —                 | —                 | —                 | —                 | —                 | 190               |                                         |
| 2007 | Kala - Pubblicato: 22 agosto 2007 - Etichetta: XL Recordings, Interscope Records - Formati: CD, LP, download digitale                     | 39                | 46                | 16                | 117               | 93                | 22                | 44                | —                 | 74                | 18                | - USA: Oro - CAN: Platino - UK: Argento |
| 2010 | Maya - Pubblicato: 7 luglio 2010 - Etichetta: N.E.E.T. Recordings, XL Recordings, Interscope Records - Formati: CD, LP, download digitale | 21                | 21                | 7                 | 79                | 48                | 47                | 93                | 21                | 27                | 9                 |                                         |
| 2013 | Matangi - Pubblicato: 1º novembre 2013 - Etichetta: N.E.E.T. Recordings, Interscope Records - Formati: CD, LP, download digitale          | 64                | 99                | —                 | 96                | —                 | —                 | —                 | —                 | 61                | 23                |                                         |
| 2016 | AIM - Pubblicato: 9 settembre 2016 - Etichetta: Interscope Records, Polydor Records - Formati: CD, LP, download digitale, streaming       | 63                | 51                | —                 | 55                | 55                | —                 | 89                | 26                | 24                | 66                |                                         |
| 2022 | Mata - Pubblicato: 14 ottobre 2022 - Etichetta: Island Records - Formati: Download digitale, streaming                                    | —                 | —                 | —                 | —                 | —                 | —                 | —                 | —                 | —                 | —                 |                                         |

### Mixtape
| Anno | Titolo e dettagli                                                                                               |
| ---- | --- |
| 2004 | Piracy Funds Terrorism Volume 1 (con Diplo) - Pubblicato: dicembre 2004 - Etichetta: Indipendente - Formati: CD |
| 2010 | Vicki Leekx - Pubblicato: 31 dicembre 2010 - Etichetta: Indipendente - Formati: download digitale               |
| 2023 | Bells Collection - Pubblicato: 25 dicembre 2023 - Etichetta: Indipendente - Formati: download digitale          |

## Extended play
| Anno | Titolo e dettagli |
| ---- | --- |
| 2005 | Live Session (iTunes Exclusive) - Pubblicato: 18 ottobre 2005 - Etichetta: XL Recordings - Formati: download digitale |
| 2008 | How Many Votes Fix Mix - Pubblicato: 28 ottobre 2008 - Etichetta: XL Recordings - Formati: LP, download digitale      |

## Singoli

### Come artista principale
| 2003                                                                                          | Galang                       | 77  | —  | —  | —   | —  | —  | —  | —  | —   | Arular  |
| 2004                                                                                          | Sunshowers                   | 93  | —  | —  | —   | —  | —  | —  | —  | —   | Arular  |
| 2005                                                                                          | Hombre                       | —   | —  | —  | —   | —  | —  | —  | —  | —   | Arular  |
| 2005                                                                                          | Bucky Done Gun               | 88  | —  | —  | —   | —  | —  | —  | —  | —   | Arular  |
| 2006                                                                                          | Bird Flu                     | —   | —  | —  | —   | —  | —  | —  | —  | —   | Kala    |
| 2007                                                                                          | Boyz                         | —   | —  | —  | —   | —  | —  | —  | —  | —   | Kala    |
| 2007                                                                                          | Jimmy                        | 66  | —  | —  | —   | —  | —  | —  | —  | —   | Kala    |
| 2008                                                                                          | Paper Planes                 | 19  | 66 | 7  | 91  | 76 | 23 | 57 | —  | 4   | Kala    |
| 2010                                                                                          | Born Free                    | 156 | —  | —  | —   | —  | —  | —  | —  | —   | Maya    |
| 2010                                                                                          | XXXO                         | 26  | 74 | —  | —   | —  | —  | —  | —  | —   | Maya    |
| 2010                                                                                          | Steppin Up                   | 156 | —  | —  | —   | —  | —  | —  | —  | —   | Maya    |
| 2010                                                                                          | Teqkilla                     | —   | —  | 93 | —   | —  | —  | —  | —  | —   | Maya    |
| 2010                                                                                          | Tell Me Why                  | —   | —  | —  | —   | —  | —  | —  | —  | —   | Maya    |
| 2010                                                                                          | It Takes a Muscle            | —   | —  | —  | —   | —  | —  | —  | —  | —   | Maya    |
| 2011                                                                                          | Internet Connection          | —   | —  | —  | —   | —  | —  | —  | —  | —   | Maya    |
| 2012                                                                                          | Bad Girls                    | 43  | 81 | 92 | 61  | —  | 80 | —  | 61 | 105 | Matangi |
| 2013                                                                                          | Bring the Noize              | —   | —  | —  | —   | —  | —  | —  | —  | —   | Matangi |
| 2013                                                                                          | Come Walk with Me            | —   | —  | —  | —   | —  | —  | —  | —  | —   | Matangi |
| 2013                                                                                          | Y.A.L.A.                     | —   | —  | —  | —   | —  | —  | —  | —  | —   | Matangi |
| 2014                                                                                          | Double Bubble Trouble        | —   | —  | —  | 179 | —  | —  | —  | —  | —   | Matangi |
| 2015                                                                                          | Sexodus (feat. War Syntaire) | —   | —  | —  | —   | —  | —  | —  | —  | —   | N.D.    |
| 2015                                                                                          | Swords                       | —   | —  | —  | —   | —  | —  | —  | —  | —   | AIM     |
| 2015                                                                                          | Borders                      | —   | —  | —  | —   | —  | —  | —  | —  | —   | AIM     |
| 2016                                                                                          | Go Off                       | —   | —  | —  | 82  | —  | —  | —  | —  | —   | AIM     |
| 2016                                                                                          | Bird Song                    | —   | —  | —  | —   | —  | —  | —  | —  | —   | AIM     |
| 2016                                                                                          | Freedun (feat. Zayn)         | —   | —  | —  | —   | —  | —  | —  | —  | —   | AIM     |
| 2017                                                                                          | P.O.W.A.                     | —   | —  | —  | —   | —  | —  | —  | —  | —   | N.D.    |
| 2020                                                                                          | CTRL                         | —   | —  | —  | —   | —  | —  | —  | —  | —   | N.D.    |
| 2022                                                                                          | The One                      | —   | —  | —  | —   | —  | —  | —  | —  | —   | Mata    |
| 2022                                                                                          | Popular                      | —   | —  | —  | —   | —  | —  | —  | —  | —   | Mata    |
| 2022                                                                                          | Beep                         | —   | —  | —  | —   | —  | —  | —  | —  | —   | Mata    |
| "—" indica che l'opera non si è classificata o che non è stata pubblicata in quel territorio. |                              |     |    |    |     |    |    |    |    |     |         |

### Come artista ospite
| Anno                                                                                          | Titolo                                                                              | Posizione massima | Posizione massima | Posizione massima | Posizione massima | Posizione massima | Posizione massima | Posizione massima | Posizione massima | Posizione massima | Posizione massima | Album         |
| Anno                                                                                          | Titolo                                                                              | UK                | AUS               | CAN               | FRA               | GER               | IRE               | NLD               | NZ                | SWI               | US                | Album         |
| --------------------------------------------------------------------------------------------- | ----------------------------------------------------------------------------------- | ----------------- | ----------------- | ----------------- | ----------------- | ----------------- | ----------------- | ----------------- | ----------------- | ----------------- | ----------------- | ------------- |
| 2008                                                                                          | Swagga like Us (Jay-Z e T.I. feat. Kanye West, Lil Wayne e M.I.A.)                  | 33                | —                 | 19                | —                 | —                 | —                 | —                 | —                 | —                 | 5                 | Paper Trail   |
| 2009                                                                                          | Sound of Kuduro (Buraka Som Sistema feat. DJ Znobia, M.I.A., Saborosa e Puto Prata) | —                 | —                 | —                 | —                 | —                 | —                 | —                 | —                 | —                 | —                 | Black Diamond |
| 2009                                                                                          | Bang (Rye Rye feat. M.I.A.)                                                         | —                 | —                 | —                 | —                 | —                 | —                 | —                 | —                 | —                 | —                 | AIM           |
| 2010                                                                                          | Sunshine (Rye Rye feat. M.I.A.)                                                     | —                 | —                 | —                 | —                 | —                 | —                 | —                 | —                 | —                 | —                 | AIM           |
| 2011                                                                                          | C.T.F.O. (SebastiAn feat. M.I.A.)                                                   | —                 | —                 | —                 | —                 | —                 | —                 | —                 | —                 | —                 | —                 | Total         |
| 2012                                                                                          | Give Me All Your Luvin' (Madonna feat. Nicki Minaj e M.I.A.)                        | 37                | 25                | 1                 | 3                 | 8                 | 11                | 2                 | 29                | 6                 | 37                | MDNA          |
| 2016                                                                                          | Temple (Baauer feat. M.I.A. e G-Dragon)                                             | —                 | —                 | —                 | —                 | —                 | —                 | —                 | —                 | —                 | —                 | Aa            |
| 2020                                                                                          | Franchise (Travis Scott feat. Young Thug e M.I.A.)                                  | 26                | 31                | 16                | 120               | 35                | 23                | 80                | 37                | 14                | 1                 | N.D.          |
| "—" indica che l'opera non si è classificata o che non è stata pubblicata in quel territorio. |                                                                                     |                   |                   |                   |                   |                   |                   |                   |                   |                   |                   |               |